# Calixtlahuaca
Calixtlahuaca is een archeologische vindplaats in Mexico, in het dal van Toluca.
De archeoloog José García Payón ontdekte deze plaats in 1930. De nederzetting dateert uit de post-klassieke periode, en is waarschijnlijk gebouwd door de Matlatzinca. De Azteken kenden de plaats als Matlatzinco, en het is waarschijnlijk ook bewoond geweest door Otomí en de Mazahua.
Het bekendste voorwerp dat in Calixtahuaca is opgegraven is het zogenaamde Calixtahuacahoofd, een beeldje met sterk niet-Indiaanse karaktertrekken. Sommige archeologen vermoeden dat het een Romeins beeldje is, en dat de Romeinen dus in contact zijn geweest met Amerika. Over het algemeen wordt deze lezing niet aanvaard, en gaat men ervan uit dat dit ofwel een inheems beeld is, ofwel dat het beeldje pas na de Spaanse verovering in Calixtlahuaca terecht is gekomen.